# Tancredi (Voltaire)
Tancredi (Tancrède) è una tragedia in cinque atti di Voltaire, rappresentata per la prima volta il 3 settembre 1760. Sul testo si basò la trasposizione operistica di Gioachino Rossini, compositore del Tancredi nel 1813.

## Trama

### Antefatto
Anno 1005: Siracusa ha saputo liberarsi della dominazione saracena, ma la sua precaria libertà, resa incerta anche dalle lotte intestine, continua a essere minacciata dai musulmani, ancora padroni di Palermo e Agrigento, e dai bizantini che tengono Messina. La città mantiene la sua indipendenza, anche se è devastata dai conflitti tra le famiglie di Argirio e Orbazzano. Tancredi, discendente di una nobile e ricca famiglia normanna e amante della figlia di Argirio, Amenaide, viene cacciato dalla città per le invidie di alcuni potenti e, ingiustamente accusato di fedeltà alla corte bizantina, condannato come traditore. Amenaide, avendo vissuto per qualche tempo a Bisanzio, ha ricevuto il corteggiamento di Tancredi e, dopo avergli giurato il suo amore, è tornata dal padre a Siracusa.

### Atto primo
Siracusa: Argirio, per il bene della sua patria, concede la mano della figlia Amenaide a Orbazzano, in modo da metter fine ai conflitti tra le loro due famiglie. L'obiettivo comune dei siracusani è ora sconfiggere i musulmani e impedire che si reimpadroniscano della città. Anche Tancredi è stato proscritto perché dell'odiata stirpe francese e vive in esilio. 
Dopo che Orbazzano, rimasto solo con Argirio, ha promesso fedeltà alla patria e ad Amenaide, la fanciulla viene presentata al promesso sposo ma, turbata, chiede di rimanere sola con il padre. Ad Argirio manifesta le proprie perplessità, invitandolo a non fidarsi troppo di Orbazzano, perché i costumi musulmani potrebbero averlo imbarbarito; accoglie inoltre con orrore la notizia che il senato ha decretato il bando perpetuo per Tancredi. Argirio, pur a malincuore, non ammette repliche.
Con la fidata Fania, Amenaide professa tutto il suo amore per Tancredi, conosciuto nel comune esilio presso la corte bizantina, si dice determinata a rifiutare la mano dell'opportunista Orbazzano e, sapendo che Tancredi sta per giungere in città, vuole affrettarne l'arrivo.

### Atto secondo
Amenaide incarica uno schiavo di far avere a Tancredi un biglietto in cui viene dichiarato l'amore per lui e l'auspicio del suo pronto ritorno in una città ancora oppressa dal giogo di un senato tirannico. Il foglio viene però intercettato e genera un grosso equivoco, perché non essendovi Tancredi nominato, si pensa che le parole siano rivolte al saraceno Solamir, il quale aveva a sua volta e senza successo chiesto Amenaide in sposa in cambio della pace. Scoppia lo scandalo a Siracusa, acuito dall'orgogliosa rivendicazione della donna, ignara del malinteso. Orbazzano sarebbe disposto a perdonarla, ma la fierezza opposta lo induce a ratificare il decreto di morte emanato dai cavalieri.

### Atto terzo
Spacciandosi per straniero, Tancredi arriva in città, convinto di poter far valere i suoi diritti e ritrovare in Amenaide l'amata fedele. Scopre però che il potere, che spetterebbe a lui, è passato nelle mani del nemico Orbazzano, e che la fanciulla è stata condannata a morte a causa del suo tradimento. Dapprima, Tancredi considera le voci relative all'amore per Solamir una semplice calunnia, ma quando ha modo di intrattenersi con Argirio, il quale le conferma, finisce anch'egli col dar loro credito. Ciononostante sfida a duello Orbazzano: se vincerà salverà Amenaide.

### Atto quarto
Tancredi ha ucciso Orbazzano e accetta di porsi alla guida dell'esercito siracusano nella guerra contro Solamir, pur mantenendo l'anonimato. Non ha ormai altra speranza che morire in battaglia, e quando Amenaide gli si getta ai piedi la respinge con freddezza. La donna, parlando con Fania, capisce che Tancredi ha creduto alla calunnia; non sapendo perdonarlo per aver dubitato di lei, rivela al padre l'identità dell'eroe oltre alla natura dell'equivoco, e decide di raggiungere i concittadini in battaglia, vagheggiando anch'essa la morte.

### Atto quinto
Grazie al valore di Tancredi i siracusani hanno vinto la battaglia, cosicché Amenaide, felice, dimentica il rancore e immagina di unirsi per sempre con lui. Il condottiero però, determinato a morire in mezzo alle armi, ha deciso di affrontare da solo un manipolo di soldati rimasti. Giunge la notizia che è ferito a morte; poco dopo arriva anche lui. Parlando con Amenaide scopre di essersi ingannato ma è ormai troppo tardi. La morte lo coglie comunque lieto, perché spira nella consapevolezza di essere stato sempre amato. Di fronte ai cavalieri attoniti viene svelata la vera identità di Tancredi; Amenaide grida tutto il suo odio nei loro confronti, ed essi ammettono la loro colpa verso il morente eroe. La donna cade infine priva di sensi.

## L'opera
Voltaire cominciò a lavorare al Tancredi il 22 aprile 1759, portandolo a termine in una prima versione il 18 maggio. Ci tornò poi sopra a varie riprese, e nell'ottobre del 1759 fece rappresentare tre volte privatamente la tragedia nel suo teatro di Ferney. L'anno successivo, il 3 settembre 1760, andò in scena con successo alla Comédie-Française. Henri Louis Lekain recitò nel ruolo di Tancredi e Claire Clairon in quello di Amenaide. 
Il 28 novembre Diderot espose in una lettera a Voltaire la sua opinione sull'opera, complessivamente lodandola e apprezzando in particolare la carica emotiva del terzo atto, quando Amenaide riconosce Tancredi e, non potendo svelare davanti a tutti la sua identità, rimane silenziosa e infine sviene. Secondo Diderot, la pantomima esprime in questo caso ciò che le parole non riuscirebbero a trasmettere, e loda la vicinanza tra quel momento patetico e la pittura. Il filosofo apprezza anche il quinto atto, ma si rammarica della morte dell'eroe e del finale sostanzialmente infausto, segnalando inoltre all'autore alcune inverosimiglianze "psicologiche" che avrebbe dovuto evitare.